# 스웨덴 동인도 회사
스웨덴 동인도 회사(스웨덴어: Svenska Ostindiska Companiet)는 1731년에 민간 회사에 의해 설립된 스웨덴의 동인도 회사이다. 주로 중국 (청나라)과의 무역을 중시했다. 또한 조직의 중심이 된 것이, 스코틀랜드 사람이나 네덜란드 사람이기 때문에 엄밀히 따지면 스웨덴 동인도 회사가 아니다. 본거지는 예테보리이며, 당시 스웨덴은 식민지를 보유하고 있지 않았기 때문에, 유럽의 식민지 전쟁에 거의 관여하지 않았다.